# حصار النجف (1918)
كان حصار النجف نتيجة لاشتباكات بين الجيش البريطاني والمتمردين العراقيين في مدينة النجف خلال الحرب العالمية الأولى. وأصبحت مدينة النجف تحت سيطرة أربعة شيوخ سنة 1915 أي بعد الانتفاضة المناهضة للعثمانيين، وبعدها وُضعت تحت السيطرة البريطانية عام 1917. وعندما اتضحت الصورة بأن البريطانيين سنة 1918 يهدفون لاحتلال العراق بدلًا من تحريره. وكان ذلك ضد الحركة البريطانية التي تشكلت وسميت بجماعة النهضة الإسلامية في النجف المعارضة للحكم البريطاني. وبدأت الانتفاضة في 19 آذار عندما قُتل الضابط البريطاني مارشال في قلعة النجف، وبعد ذلك فرض البريطانيون حصارًا على المدينة في 23 آذار، وقد قطعوا جميع طرق الإمداد من وإلى المدينة في الرابع من أيار، إن مدى تأثير التمرد على تطور القومية العراقية محل خلاف.

## خلفية
بعد هزيمة العثمانيين في معركة الشيبة في منتصف أبريل 1915، تحطمت السلطة العثمانية في نظر العرب في بلاد ما بين النهرين. وفي مدينة النجف، شعر السكان المحليون بالثقة الكافية لبدء تحدي السلطة العثمانية المحلية مباشرة، وكانوا مستعدين لثورة مفتوحة. وهناك روايتان مختلفتان حول كيفية بدء التمرد: ووفقًا للرواية الأولى، بعد أن أجبرت القوات العثمانية النساء على نزع حجابهن في أثناء قيامهن بتسليم كل صخرة في مطاردة الرجال الغائبين، وتلاشى الاستياء أخيرًا في 22 أيار عندما أعلن المتمردون الحصار على المباني الحكومية وثكنات الجيش، ونصب نقاط التفتيش، وحتى هدم أعمدة التلغراف لعدة أميال لمنع أي إغاثة من الوصول إلى الحامية. وبعد معركة بالبنادق استمرت ثلاثة أيام، إذ تفاوض الحاكم العثماني في بغداد على الانسحاب الآمن للجنود المتمركزين في المدينة. وبحسب الرواية الثانية، فإن أحد الناجين من معركة الشيبة، كريم الحاج سعد، الذي دخل المدينة التي كانت تخضع للأحكام العرفية في ذلك الوقت، ومعه ثلاثون رجلًا عبر فتحة في الجدار وقد قاوم محاولات العثمانيين لاستعادة النجف. لمدة 24 ساعة، قبل أن تسمح له المساعدة بتأمين المدينة، ما أدى إلى انسحاب القوات العثمانية الموجودة. يلاحظ تشارلز آر إتش تريب أنه مع أن الثورة كانت مناهضة للعثمانيين بالمعنى الواسع، إلا أن الانتفاضة لم تكن تدعم المجهود الحربي البريطاني بل كانت تهدف إلى منح المدينة استقلالًا إداريًا أعلى. وفي كلتا الحالتين، قام المتمردون بتأمين مدينة مستقلة لأنفسهم تحت حكم أربعة شيوخ مختلفين من زقرت وشومرت: سيد مهدي الصيفيد سلمان، وحاج عطية أبو قلال، وكاظم صبحي، والحاج سعد بن حاجي راضي. ونهب المشايخ بانتظام من مواطني النجف بحجة الضرائب. استمرت النجف في التجارة مع الدولة العثمانية وتعزيز علاقاتها مع بريطانيا في الوقت ذاته. وتتفق جميع المصادر على أن البريطانيين استولوا على النجف عام 1917، لكنهم يختلفون حول التفاصيل: وفقًا لعباس كاظم، انتهى استقلال النجف في حزيران 1917 عندما عين البريطانيون النقيب فرانسيس بلفور حاكمًا سياسيًا للشامية والنجف. ووفقًا لوثائق الحكومة البريطانية، بدأ الحكم البريطاني في آب 1917 بتعيين حميد خان وكيلًا أول بواسطة الحكومة. ووفقًا لكيكو ساكاي، هاجرت قبيلة عنزة الموالية لبريطانيا إلى محيط النجف في تشرين الأول 1917، وعندما هاجمتهم النجف لرفضهم دفع الضرائب، أرسل البريطانيون قوة للسيطرة مباشرةً. وفي أوائل كانون الثاني 1918، وصل عدد قليل من القوات البريطانية إلى الكوفة، ما دفع شيوخ النجف على الأرجح إلى الاعتقاد بأنهم تعرضوا لضغوط شديدة في الجبهات الأخرى. وفي منتصف شهر كانون الثاني، قامت النجف بدورية من سلاح الفرسان البريطاني، وعندما طلب البريطانيون تفسيرًا في 14 كانون الثاني، وبدأ شيوخ النجف بدلًا من ذلك بمهاجمة المواقع والقوات البريطانية في النجف، وبدأوا ثورةً مفتوحة. نظرًا إلى أن الشيوخ لم يتمكنوا من حشد الدعم الشعبي في النجف، تمكن البريطانيون من استعادة المدينة بسرعة في 19 كانون الثاني، منهين التمرد الأول. أعطيت النجف مبلغ 50000 روبية و500 ريال، دفعها الشيوخ بواسطة نهب المواطنين. ومع ذلك، تصاعدت التوترات بين العرب والبريطانيين إذ أصبح من الواضح بتزايد أن البريطانيين كانوا يهدفون إلى احتلال العراق بدلاً من تحريره. كان هذا واضحًا من نظام الضرائب الجديد وتعيين مسؤولين سياسيين في كل منطقة. وفي ذلك العام تأسست منظمة مناهضة لبريطانيا في النجف تسمى جمعية النهضة الإسلامية. كانت قيادة جماعة النهضة الإسلامية في ذلك الوقت منقسمة حول هل ستشن ثورة أم لا. كان تاجر البازار الحاج نجم البقال، الذي كان عضوًا رئيسيًا في التنظيم، يأمل في أن يؤدي عمل عنف جريء إلى إثارة المدينة بأكملها، أو ربما حتى البلاد بأكملها إلى ثورة مفتوحة ضد بريطانيا.